# Flore complète portative de la France, de la Suisse et de la Belgique

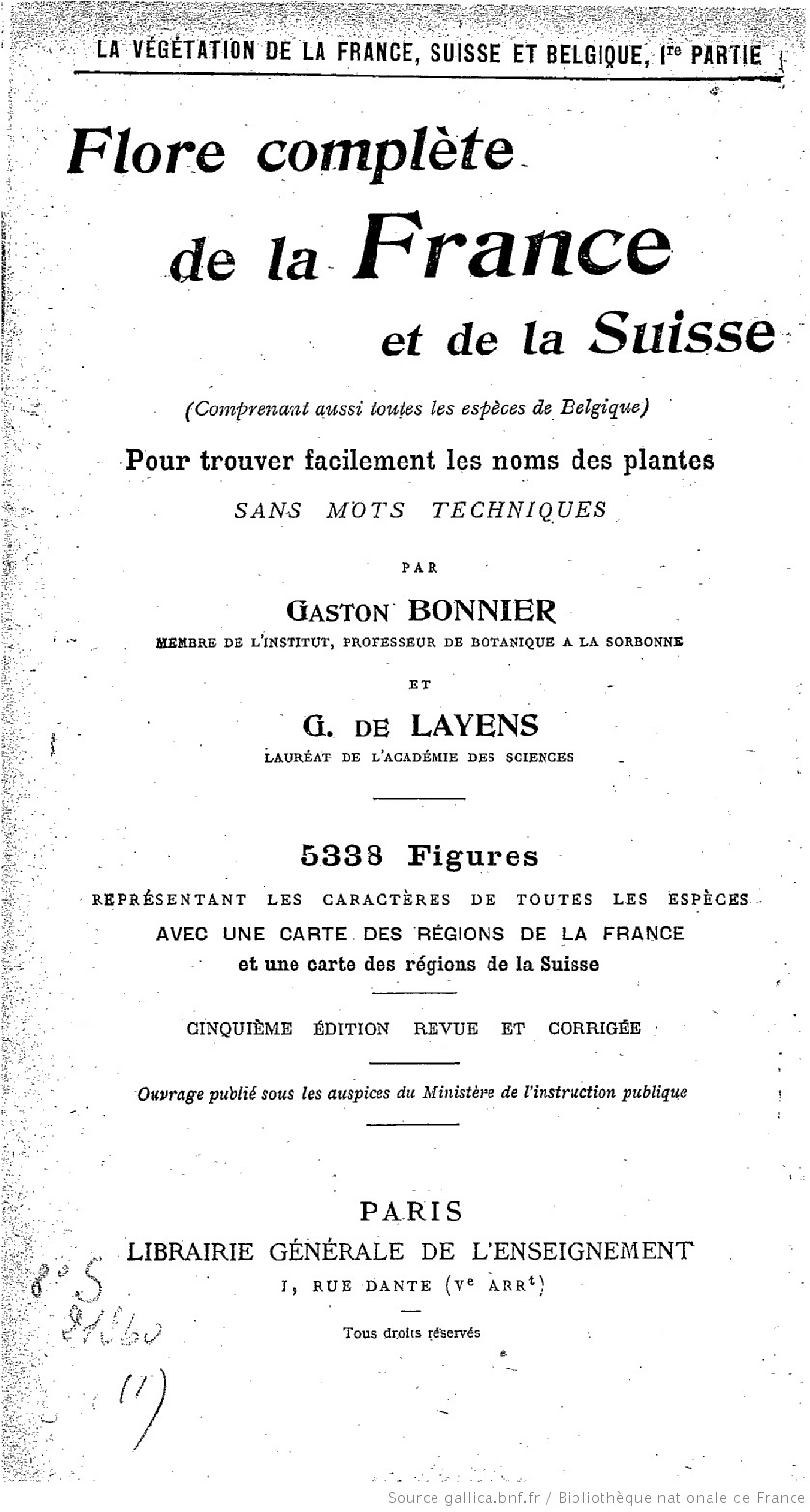
Page de couverture de la 5e édition (1931).

La Flore complète portative de la France, de la Suisse et de la Belgique, appelée plus communément Flore Bonnier, est une flore de terrain rédigée par Gaston Bonnier et Georges de Layens. Elle a été publiée pour la première fois en 1908 sous le titre « Flore complète de la France et de la Suisse » et rééditée depuis à de très nombreuses reprises. Faisant partie des flores classiques, elle constitue actuellement l'une des seules flores françaises quasiment exhaustives et d'utilisation pratique par son format. Elle est rééditée depuis 1986 par les éditions Belin.
Cet ouvrage constitue la première partie d'une collection intitulée « La végétation de la France, Suisse et Belgique » qui devait en comprendre trois. La deuxième partie est « La Flore complète illustrée en couleurs de la France, Suisse en Belgique » publiée de 1912 à 1935 en 13 volumes (La publication a été poursuivie par Robert Douin après la mort de Gaston Bonnier en 1922). La troisième partie, intitulée «  Description botanique des régions naturelles de la France », n'a jamais été publiée. 

## Utilisation
La Flore Bonnier est un ouvrage permettant une détermination des espèces de plantes rencontrées grâce à des clefs de détermination, reposant en grande majorité sur l'anatomie des organes reproducteurs. Elle permet en théorie, par une observation attentive, la détermination de toutes les plantes présentes sur les territoires de la France, de la Suisse et de la Belgique.

## Limites
L'utilisation de cette flore est limitée par de nombreux aspects :
- De nombreuses espèces qui n'existaient pas dans les régions concernées existent aujourd'hui à l'état subspontané. Elles peuvent être parfois courantes. Ainsi, des plantes invasives, comme la Renouée du Japon, très courante, sont absentes de ce guide.
- L'évolution de la nomenclature est de plus en plus flagrante. Elle concerne en particulier les familles, dont la nomenclature est aujourd'hui strictement basée sur le préfixe du genre type (exemple : Lamium → Lamiaceae ; Fagus → Fagaceae). Par exemple, la famille des « Crucifères » a pris le nom de « Brassicaceae ».
- L'évolution des connaissances actuelles sur la phylogénie des plantes a amené à :
  - Éclater des familles. Les Liliacées ont été éclatées en une dizaine de familles différentes (Asparagaceae, Alliaceae, Liliaceae, Smilacaceae...)
  - Rassembler des familles dont la séparation n'était pas justifiée d'un point de vue phylogénétique. Par exemple, les Oléinées et les Jasminées de Bonnier et Layens ont été fusionnées en Oleaceae, de même que les Scrofularinées et les Verbascées ont été fusionnées en Scrophulariaceae.
  - Rassembler des genres. Les pruniers, amandiers, cerisiers, pêchers et abricotiers, qui formaient 5 genres différents, ont tous été inclus dans le genre Prunus.
  - Multiplier le nombre d'espèces d'un genre donné. On pourra citer Taraxacum, qui est le genre des pissenlits. La Flore Bonnier en répertorie une seule espèce, alors qu'on sait aujourd'hui que l'Europe occidentale en compte environ 1200 espèces, difficilement distinguables.
- La présentation, très pratique, sous forme de clé de détermination, donne l'illusion que les critères utilisés correspondent à des éléments de classification naturelle. Il est en effet a priori intuitif pour le lecteur qu'un critère de détermination correspond à un caractère dérivé propre. Pour autant, les critères choisis par les auteurs au début du XXe siècle ne sont pas toujours des caractères dérivés propres. On pourra citer comme exemple le critère de la liaison des pétales entre eux, qui était considéré il y a encore peu comme le caractère déterminant deux grands groupes de plantes : les gamopétales et dialypétales. On sait aujourd'hui que ce caractère est très largement homoplasique. En ce sens, la "Flore Bonnier" peut constituer un obstacle à la révolution de la classification du vivant, basée sur la phylogénie uniquement, et dont les effets sont particulièrement flagrants dans la classification des plantes vasculaires.

## Version informatisée
Une version informatisée de la Flore de Bonnier a été réalisée dans le cadre d'un projet collaboratif du réseau Tela Botanica et mise en ligne sur le site de cette association sous le nom de Flore électronique Bonnier. Cette application n'est pas une simple reproduction du texte écrit, mais propose les différentes clés dichotomiques qui permettent de déterminer les plantes. Une mise à jour de la nomenclature dépassée de la Flore de Bonnier est prévue sur la base de la Base de données nomenclaturale de la flore de France (BDNFF).
Une version numérique de cet ouvrage est également disponible sur le site de la Biblioteca Digital del Real Jardín Botánico (CSIC) (bibliothèque numérique du jardin botanique royal de Madrid).